# The Wall Street Journal
«Уолл-стрит джорнал» (The Wall Street Journal с англ. — «Газета Уолл-стрита») — ежедневная американская деловая газета на английском языке. Издаётся в Нью-Йорке компанией Dow Jones & Company, которая входит в холдинг News Corp, с 1889.
«Уолл-стрит джорнал» — одно из крупнейших и влиятельнейших американских изданий. В 2010 году ежедневный тираж газеты составлял 2,1 млн экземпляров и 400 тыс. платных подписок в Интернете. В ней печатаются новости политики, экономики, финансов, аналитики, культуры.
Название газеты непосредственно связано с Уолл-стрит, улицей Нью-Йорка и финансовым центром США. Само издание посвящено в первую очередь американским и международным деловым и финансовым новостям. До 2017 года существовали европейское (The Wall Street Journal Europe) и азиатское (The Wall Street Journal Asia) издания газеты.
«Уолл-стрит джорнэл» (WSJ) является англоязычной международной ежедневной газетой, издаваемой Dow Jones & Company в Нью-Йорке с азиатским и европейским выпусками. На 2007 её международное ежедневное обращение составляло больше, чем 2 миллиона экземпляров и приблизительно 931 000 платящих подписчиков онлайн. До ноября 2003 года у газеты был самый большой тираж в США, пока её не обошла USA Today. Её главный конкурент сегодня — находящаяся в Лондоне «Файнэншл-Таймс», которая также издаёт несколько международных выпусков.
WSJ прежде всего освещает события в США и международный бизнес, финансовые новости и проблемы — название газеты происходит от Уолл-стрит, улицы в Нью-Йорке, которая является сердцем финансового района. Она печаталась непрерывно, начиная со своего основания 8 июля 1889 года, Чарльзом Доу, Эдвардом Джонсом и Чарльзом Бергстрессером. Газета выиграла Пулитцеровскую премию тридцать три раза.
Будущее WSJ широко обсуждалось, начиная с приобретения «Доу-Джонса» Рупертом Мердоком и его компанией «News Corporation». Руководящий редактор Маркус Брочли, ветеран газеты, проработавший в ней 20 лет, и прежний иностранный корреспондент, сомневался, что Мердок сможет произвести глубокие изменения в газете. Хотя Брочли предпочёл оставаться в News Corporation как консультант, его отказ от главной редакционной работы, которой он занимался около года, порождал различные слухи о планах Мердока.

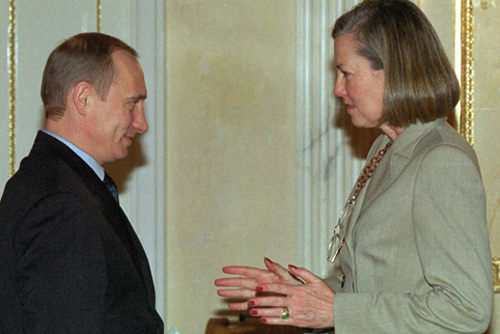
Владимир Путин с корреспондентом американской газеты «Уолл-стрит-джорнэл» Керен Эллиот в 2002 году

## Начало
Dow Jones & Company, издательство WSJ, было основано в 1874 репортёрами Чарльзом Доу, Эдвардом Джонсом и Чарльзом Бергстрессером. Джонс преобразовал мелкое «Customers' Afternoon Letter» в «Уолл-стрит джорнел» в 1889 году и начал распространять сообщения Информационной службы Доу Джонса через телеграф. WSJ печатал «Average», первый из нескольких индексов запасов и цен облигаций на Нью-Йоркской фондовой бирже. Журналист Кларенс Бэррон купил контрольный пакет акций компании за 130 000 $ в 1902 году; тираж тогда приблизительно равнялся 7 000 экземпляров, но поднялся на 50 000 к концу 1920-х годов. Бэррону и его предшественникам приписали создание атмосферы бесстрашной, независимой финансовой отчётности — новинка в первые годы деловой журналистики.
Бэррон умер в 1928 году, за год до Чёрного вторника, краха фондовой биржи, который вызвал Великую Депрессию в Соединённых Штатах. Потомки Бэрронов, семья Бэнкрофт, продолжили управлять компанией до 2007 года.
WSJ нашла свою современную форму и выдающееся положение в 1940-х годах, во время индустриального расширения Соединённых Штатов и его финансовых учреждений в Нью-Йорке. Бернард Килгор был назначен руководящим редактором газеты в 1941 году и президентом компании в 1945 году, в конечном счёте сделав 25-летнюю карьеру в качестве главы «Уолл-стрит джорнэл». Именно Килгор был зачинателем особенного дизайна первой полосы газеты с его обзором «Какие новости?» (Приложение 1). Его стратегия общенационального распространения газеты привела к тому, что тираж вырос от 33 000 экземпляров в 1941 году до 1,1 миллиона ко времени смерти Килгора в 1967 года. Также благодаря Килгору в 1947 году газета получила свою первую Пулицеровскую премию за редакторские статьи.
WSJ имела отличную репутацию благодаря выдающимся деловым новостям и консервативности мнений, однако тираж «Уолл-стрит джорнэл» упал в нестабильных 1990-х годах, отражая растущие расходы на рекламу и газету и вызывая предположения, что газете, возможно, придётся решительно измениться, или быть проданной.

## Эра Kann-House
Десятилетие, которое последовало за предыдущим, было, возможно, худшим в истории газеты, по крайней мере, как коммерческого предприятия. Доу Джонс уже был стеснён в средствах из-за неудавшейся электронной информационной службы «Telerate», когда по нему сильно ударило снижение доходов от рекламы, которое последовало за возникновением многих интернет-компаний в 2000 году. Доходы от рекламы продолжали падать во время рецессии, последовавшей за террористическими атаками 11 сентября 2001 года. Похищение и убийство репортёра Дэниэла Перла в январе 2002, казалось, способствовали ещё большему снижению популярности WSJ.
К 2005 году штатные сотрудники «Уолл-стрит джорнэл» перенесли долгий период трагедии и строгости, во время которой многие были уволены или получали пониженные гонорары, в то время как начальство продолжало получать премии и высокую зарплату. Критики и акционеры отметили разъединение между поведением руководителей и ценностями корпоративного управления, проповедуемыми редакционной статьёй газеты (два ведущих чиновника в Доу Джонсе, президент Питер Канн и издатель Journal Карен Хаус, были супружеской парой, что многие расценили как нарушение конкурентных отношений между независимыми участниками сделки, которые члены акционерного общества должны поддерживать друг с другом).
К тому времени, когда австралиец-магнат СМИ Руперт Мердок сделал предложение Доу Джонсу в мае 2007, многие из лучших репортёров и редакторов Journal с раздражением покинули издание. Предложение Мердока — 60$ за акцию, что было приблизительно на 80 % выше, чем преобладающая на рынке цена — казалось некоторым чрезмерным. Фактически, говорили другие, Мердок узнал, что сделка стоящая, когда он увидел одно: журналистская репутация газеты, так же, как другие параметры, созданные Бэрроном и Доу Джонсом, была столь же сильна, как всегда. Все же курс акций Доу Джонса фактически снижался в реальном исчислении уже в течение 20 лет и редко возрастал только по номинальным показателям.
Приобретение Мердоком WSJ вызвало дальнейшие увольнения сотрудников, наиболее заметным из которых стал уход звезды — финансового репортёра Хенни Сендера, который перешёл на работу в «Файнэншл Таймс» несмотря на личное обращение от Мердока, по сообщениям, полученного по телефону с его средиземноморской яхты. Формальное приобретение Мердоком компании Доу Джонса в декабре 2007, казалось, сигнализировало, что пришёл конец славной истории «Wall-Street Journal».

## Интернет-расширение
Выпуск приложения к печатной версии газеты, «Уолл-стрит джорнел — Онлайн», был начат в 1996 году. В 2003 г. Доу Джонс начал объединять сообщения печатной версии и онлайн подписчиков в заявлениях Бюро по контролю за тиражами. Этот сайт считается самым большим платным новостным ресурсом в Сети, распространяющим сообщения более чем 980 тысячам подписчиков в середине 2007 года.
В мае 2008 года годовая подписка на онлайн-выпуск «Уолл-стрит джорнэл» стоила $119 для тех, кто не был подписан на печатную версию.
30 ноября 2004 года Oasys Mobile и «Уолл-стрит джорнэл» запустили приложение, которое позволило пользователям получать доступ к содержанию «Уолл-стрит джорнэл — Онлайн» через мобильный телефон. Это «обеспечит пользователям получение самых свежих деловых и финансовых новостей от сетевой версии „Джорнэл“, наряду со всесторонним анализом рынков, акций и товарных бирж, плюс персональный перечень информации — всё это непосредственно на сотовый телефон».
Платное содержание газеты есть и в свободном доступе, но на ограниченной основе — для подписчиков Службы AOL, а также через бесплатный Congoo Netpass. Много новостей «Уолл-стрит джорнэл» доступны благодаря бесплатным онлайн-газетам, которые подписываются на новости синдиката Доу Джонса. Материалы, получившие Пулицеровскую премию с 1995 года, находятся в свободном доступе на веб-сайте Pulitzer. «Уолл-стрит джорнэл» недавно сделала всё своё содержание бесплатным в виде файлов формата PDF. К ним можно получить доступ как через URL, так и через веб-приложения. Однако большая часть содержания, доступного на веб-сайте, — только для подписчиков. Эти материалы содержат заголовки и первые абзацы, но блокируют большинство статей, если пользователь не зарегистрирован. Вообще, главные новостные материалы доступны широкой публике.
В сентябре 2005 года газета начала печатать выпуск выходного дня, поставляемый всем подписчикам. Этот шаг был предпринят для того, чтобы привлечь больше потребительской рекламы.

В 2005 году «WSJ» сообщил о характеристике своего среднего читателя: приблизительно 60 % входит в высшее исполнительное руководство, средний доход составляет $191000, а средний возраст — 55 лет.
В 2007 «Уолл-стрит джорнэл» начал международное расширение своего веб-сайта, чтобы популяризировать главные выпуски на иностранном языке. Газета также проявила интерес к покупке конкурирующей «Financial Times».

## Особенности
С 1980 года газета издаётся в нескольких секциях. В среднем, «WSJ» содержит приблизительно 96 страниц. На 2007 год было запланировано включение 44 дополнительных обзоров (специальные секции, сосредотачивающиеся на единственной проблеме). Регулярно выходящие разделы:
- Секция «Один» — выходит каждый день; корпоративные новости, а также политические и экономические сообщения и страницы мнений;
- Рынок — с понедельника по пятницу; освещение здоровья, технологий, СМИ и маркетинговых отраслей промышленности (выпуск второй секции был начат 23 июня 1980 г.);
- Деньги и Инвестиции — выходит каждый день; анализ международных финансовых рынков (с 3 октября 1988 г.);
- Личный «Джорнэл» — издаётся со вторника по четверг; рассказывает о персональных инвестициях, карьерах и культурных поисках (секция была введена 9 апреля 2002 г.);
- «Джорнэл в выходные» — издаётся по пятницам; исследует личные интересы деловых читателей, включая недвижимость, путешествия и спорт (публикуется с 20 марта 1998 г.);
- Раздел «Поиски» изначально выходил по субботам и был введён 17 сентября 2005 года с первым выпуском приложения выходного дня. Он посвящён образу жизни и досугу читателей: еде и напиткам, ресторанам, кулинарным тенденциям, развлечениям, культуре, книгам, моде, шоппингу, путешествиям, спорту, отдыху и дому. С 15 сентября 2007 года этот раздел стал частью приложения выходного дня.

Кроме того, несколько колумнистов регулярно пишут для страницы мнений в «Джорнэл» и OpinionJournal.com:
- Ежедневно — «Лучшее в Сети сегодня», Джеймс Таранто;
- в понедельник — «Американское», Мэри О’Грейди;
- во вторник — «Глобальная точка зрения», Брет Стефенс;
- в среду — «Деловой мир», Холман Дженкинс-младший;
- в четверг — «Удивительная земля», Дэниэл Хеннингер;
- в пятницу — «Потомакские часы», Кимберли Страссел; «Декларации», Пегги Нунан;
- Выпуск выходного дня — «Верховенство закона» и «Воскресное интервью» (разные авторы).

## Мнения
Два резюме «Справедливость и точность в материале» и «Обзор журналистики округа Колумбия», — изданные в 1995 и в 1996 годах неоднократно критиковали редакционную полосу «Уолл-стрит джорнел» за погрешность и непорядочность в 1980-х и 1990-х годах.
Газета получила две первые Пулицеровские премии за редакторские колонки в 1947 и 1953 годах. Вот как она описывает историю своих передовых статей: «Они объединены мантрой „свободные рынки и свободные люди“, принципами, отмеченными в знаковом 1776 году Декларацией независимости Томаса Джефферсона и „Богатством наций“ Адама Смита. Так, и в прошлом столетии и в следующем „WSJ“ стоит за свободную торговлю и устойчивую валюту; против разорительного налогообложения и указов королей и других коллективистов; и за отдельную автономию против диктаторов, сутенёров (имелось в виду сюзеренов?). Если эти принципы кажутся безусловными в теории, применение их в наше время является часто немодным и спорным.»

Его историческая позиция была почти такой же и разъясняла консервативность редакционной полосы газеты: «На редакционной полосе мы не делаем вид, что идём посередине дороги. Наши комментарии и интерпретации сделаны с определённой точки зрения. Мы верим в человека, его мудрость и его благопристойность. Мы выступаем против всех нарушений индивидуальных прав, происходят ли они от попыток частной монополии, монополии профсоюза или от растущего правительства. Люди скажут, что мы являемся консервативными или даже реакционными. Мы не очень интересуемся навешиванием ярлыков, но если бы мы должны были выбрать один, мы сказали бы, что являемся радикальными». (Уильям Грайз, 1951)
Каждый День Благодарения редакционная полоса печатает две известных статьи, которые появились там с 1961 года. Первая называется «Пустынная дикая местность» и описывает то, что увидели паломники, когда достигли Плимутской колонии. Вторая носит заглавие «И Справедливая Земля» и описывает в романтичных красках «щедрость» Америки. Она была написана прежним редактором Вермонтом Ройстером, рождественская статья которого «Во имя нашей эры» появляется каждое 25 декабря с 1949 года.

## Экономические проблемы
Во время правительства Рейгана редакционная полоса газеты была особенно влиятельна как ведущий голос экономики предложения. Под редакцией Роберта Бартли она излагала доктрину по таким экономическим вопросам, как кривая Лаффера (кривая, показывающая связь между налоговыми ставками и объёмом налоговых поступлений) и каким образом уменьшение в определённых крайних налоговых ставках и налоге на прирост капитальной стоимости может увеличить полные налоговые поступления, производя больше деловой активности.
В экономической аргументации режимов обменного курса (одна из главных аналитических проблем среди экономистов) у «Джорнэл» есть тенденция поддерживать установленные обменные курсы, а не «плавающие», несмотря на поддержку свободного рынка в других отношениях. Например, «WSJ» был главным сторонником ориентирования китайского юаня на доллар и настоятельно не соглашался с американскими политическими деятелями, которые критиковали китайское правительство. Газета выступала против шагов Китая оставить юань «плавающим», утверждая, что фиксированная процентная ставка приносила бы пользу и Соединённым Штатам и Китаю.
Взгляды «Уолл-стрит джорнэл» несколько похожи на таковые из британского журнала «The Economist» с его акцентом на свободных рынках. Однако, у «Джорнэл» действительно есть важные отличия от европейских деловых газет, так как он уделяет большое значение размерам и причинам американского бюджетного дефицита (газета обвиняет США в нехватке роста иностранного капитала и других связанных с ним вещей, в то время как большинство деловых журналов в Европе и Азии говорит об очень низкой норме сбережений и согласующейся с ним высокой норме заимствования в Соединённых Штатах).

## Политические проблемы
Редакционная коллегия долго приводила доводы в пользу менее жёсткой иммиграционной политики. В передовой статье 3 июля 1984 года правление написало: «Если Вашингтон всё ещё хочет сделать что-нибудь для иммигрантов, мы предлагаем поправку к Конституции с четырьмя словами: „Должны быть открыты границы“». Эта позиция отметила «Джорнэл» как противника большинства консервативных активистов и политических деятелей, например, National Review, который одобряет усиление ограничений на иммиграцию. Редакция обычно издаёт материалы американских и мировых лидеров в науке, бизнесе, управлении и политике.
Относительно проблем международной политики и национальной безопасности, редакционная полоса «WSJ» находится прямо в неоконсервативном лагере, например, поддерживая длительное присутствие американских войск в Ираке и законности лагеря в заливе Гуантанамо. С помощью передовых и гостевых статей (от авторов, таких как Джон Ю, «Закон Беркли») газета доказывает, что заключённых задерживают справедливо, и что лагерь — необходимый компонент в войне с террористами. «Джорнэл» также отступает от обычных либеральных редакционных полос в своём комментарии относительно арабо-израильского конфликта. Хотя газета поддерживает решение признать два государства, она редко критикует израильскую политику на спорных территориях и вообще поддерживает израильские контртеррористические операции. Однако газета присоединилась к большинству СМИ во мнении, что правительство во главе с Махмудом Аббасом — законный, демократически избранный режим.
Редакционная полоса обычно публикует статьи учёных, скептично настроенных относительно теории глобального потепления, включая несколько влиятельных эссе Ричарда Линдзена из Массачусетского технологического института.

## Новости и мнение
Несмотря на репутацию «Джорнэл» как консервативной газеты, её редакторы подчеркивают независимость и беспристрастность их репортёров, но по крайней мере одно исследование уклона СМИ нашло, что сообщение новостей в издании отклоняется «влево», если что-нибудь случается.
Исследование «Мера уклона СМИ», проведённое в декабре 2004 года Тимом Гросклоузом из университета Калифорнии в Лос-Анджелесе и Джеффа Мильо из университета Миссури, выявило, что: "Самый большой сюрприз — это «Уолл-стрит джорнэл», который мы находим самым либеральным после изучения 20 новостных выходов. Мы должны сначала напомнить читателям, которых эта оценка (так же как все другие газетные оценки) отсылает только к новостям «Уолл-стрит джорнэл»; мы опустили все данные, которые почерпнули из его редакционной полосы. Если бы мы включали данные редакционной полосы, то, конечно, издание казалось бы более консервативным. Во-вторых, некоторая неподтверждённая информация подкрепляет фактами наш результат. Например, Рид Ирвайн и Клифф Кинкейд (2001) замечают, что «у „WSJ“ было давнишнее разделение между его консервативными редакционными полосами и либеральными страницами новостей». Пол Сперри, в статье «Миф консерватора „Уолл-стрит джорнел“», отмечает, что отдел новостей этой газеты иногда называет сотрудников редакционного подразделения «нацистами». Сперри пишет, что «новостной и редакционный отделы так же политически поляризованы, как Северная и Южная Корея»".

## Континентальные выпуски
«Уолл-стрит джорнэл — Азия» обеспечивает новости и анализ глобального коммерческого развития для азиатской аудитории. Он был основан в 1976 году и напечатан в девяти азиатских городах: Бангкоке, Гонконге, Джакарте, Куала-Лумпуре, Маниле, Сеуле, Сингапуре, Тайбэе и Токио. Средний тираж на первую половину 2008 года составляет 80 706 экземпляров. Его наибольшие рынки распространения в порядке важности: Гонконг, Сингапур, Филиппины, Япония, Таиланд, Южная Корея, Индонезия, Тайвань, Малайзия, Китай, Индия и Вьетнам.
Главный региональный офис газеты находится в Гонконге, и его редактором является Дэниэл Херцберг.
Первым редактором и издателем азиатского выпуска был Питер Канн, прежний председатель и генеральный директор Dow Jones & Company.
«Уолл-стрит джорнел — Азия»  можно также найти в «Уолл-стрит джорнэл» Онлайн на WSJ.com, крупнейшем платном подписном сервисе новостей в Сети. «Уолл-стрит джорнэл — Азия» также издаётся онлайн на китайском языке на Chinese.wsj.com.

### Статистика
- 77,9 % читателей газеты — азиатские граждане, и 67,4 % из них работают в высшем исполнительном руководстве;
- Читатели имеют среднегодовой доход $229000 и средний ежегодный домашний доход $301000.

«Уолл-стрит джорнел» — Европа является версией «Уолл-стрит джорнэл» с ежедневными новостями и анализом глобального коммерческого развития для европейской аудитории. Он был основан в 1983 году, теперь выходит в шести европейских странах, и распространяется в более чем 50 странах. Средний тираж на первую половину 2004 года составлял 87 018 экземпляров. Газета также поддерживает стратегические отношения с Handelsblatt, немецким бизнес-ежедневником, с которым европейский выпуск делится контентом.
Газета может включать до четырёх секций:
- Секция «Один» — глобальные и европейские корпоративные новости, политические и экономические сообщения;

- Сетевые технологии — подраздел, включённый в секцию «Один», освещает новости технологии, СМИ, продаж и управления;

- Деньги и инвестиции — освещение и анализ финансовых рынков, а также колонка комментария;
- Личный «Джорнел» — издаётся только по пятницам, эта секция — справочник по досугу, образу жизни, личным инвестициям, карьерам, и культурным поискам;
- Специальные сообщения — они могут включать Технологии, Ежеквартальный обзор Взаимных фондов, Электронную коммерцию, Европу 500 и Обзор конца года. Статистика;
- Имеет более высокую концентрацию высшего руководства и служащих с высокими доходами среди читателей, чем любое международный ежедневник или еженедельник;
- 75 % читателей — европейские граждане, 70 % — высшее исполнительное руководство со средним домашним доходом $305690.

OpinionJournal.com возник как веб-сайт, содержащий редакционные полосы «Уолл-стрит джорнел». Он существовал отдельно от новостей до января 2008 года, когда стал частью главного веб-сайта wsj.com.
В дополнение к передовым статьям и колонкам печатной версии газеты, wsj.com ведёт две ежедневных колонки только для сети:
- Лучшее в Сети сегодня, Джеймс Таранто, редактор OpinionJournal.com (никакой подписки не требуется);
- Политический дневник, редактируемый Холманом Дженкинсом-младшим (требуется подписка).

Передовые статьи (названные «Обзор и Перспектива») отражают консервативную политическую редакционную линию «WSJ», так же, как и её постоянные комментаторы, Пегги Нунан, Джон Фанд и Дэниэл Хеннингер.

## Рекламные кампании
В конце февраля 2015 года The Wall Street Journal начала новую маркетинговую кампанию под названием «Make time», целью которой является расширение аудитории в условиях жестокой конкуренции в бизнес-журналистике.
Идея проста: у всех людей, даже очень занятых и весьма успешных, есть время на то, чтобы почитать газету. Не обязательно в печатном варианте: технологии позволяют это сделать, не отрываясь от экрана компьютера или гаджета. Видеоролики на эту тему были размещены на станциях метро Нью-Йорка, в деловых районах Токио, на видеоэкранах международных рейсов, в бизнес-залах Хитроу и Лондона. 
По словам Джерарда Бейкера, главного редактора The Wall Street Journal, руководство популярного СМИ стремится донести амбициозным людям, насколько эта газета может быть для них ценной и полезной.
Маркетинговую кампанию поддержали такие знаменитости как модельер Тори Батч, генеральный директор SAP Билл Макдермотт и участник группы The Black Eyed Peas, рэпер will.i.am. В одном из рекламных роликов, will.i.am бросает всю работу, чтобы расслабившись, в тихой комнате почитать The Wall Street Journal. 
«Главной трудностью на пути привлечения новых читателей является их занятость. Показывая, что самые занятые люди мира находят минутку для чтение нашей газеты, мы показываем её истинную ценность», — сообщил Исаак Силверглейт, креативный директор маркетинговой кампании.